# کوماکس، بریتیش کلمبیا
کوماکس (به انگلیسی: Comox) یک شهرک در کانادا است که در ناحیه کوماکس ولی؛ در تنگه جورجیا، ساحل شرقی جزیره ونکوور, بریتیش کلمبیا واقع شده‌است.

## خصوصیات
کوماکس ۱۶٫۷۴ کیلومتر مربع مساحت و ۱۳٬۶۲۷ نفر جمعیت دارد و ۸۴ متر بالاتر از سطح دریا واقع شده‌است.

## افراد برجسته
این افراد یا در کوماکس بزرگ شده، یا بخش قابل توجهی از زندگی خود را در آنجا گذرانده‌اند:
- پاملا اندرسون (بازیگر، بی‌واچ)
- توماس هرش‌میلر (روئینگ، ۲۰۰۴ مدال نقره المپیک آتن)
- برت مک‌لین (بازیکن هاکی لیگ ملی)
- کم نیلی (بازیکن هاکی)
- جاناتان پاور (بازیکن اسکواش)

| داده‌های اقلیم سی‌اف‌بی کوموکس       | داده‌های اقلیم سی‌اف‌بی کوموکس | داده‌های اقلیم سی‌اف‌بی کوموکس | داده‌های اقلیم سی‌اف‌بی کوموکس | داده‌های اقلیم سی‌اف‌بی کوموکس | داده‌های اقلیم سی‌اف‌بی کوموکس | داده‌های اقلیم سی‌اف‌بی کوموکس | داده‌های اقلیم سی‌اف‌بی کوموکس | داده‌های اقلیم سی‌اف‌بی کوموکس | داده‌های اقلیم سی‌اف‌بی کوموکس | داده‌های اقلیم سی‌اف‌بی کوموکس | داده‌های اقلیم سی‌اف‌بی کوموکس | داده‌های اقلیم سی‌اف‌بی کوموکس | داده‌های اقلیم سی‌اف‌بی کوموکس |
| ماه                               | ژانویه                      | فوریه                       | مارس                        | آوریل                       | مه                          | ژوئن                        | ژوئیه                       | اوت                         | سپتامبر                     | اکتبر                       | نوامبر                      | دسامبر                      | سال                         |
| --------------------------------- | --------------------------- | --------------------------- | --------------------------- | --------------------------- | --------------------------- | --------------------------- | --------------------------- | --------------------------- | --------------------------- | --------------------------- | --------------------------- | --------------------------- | --------------------------- |
| سابقهٔ بیش‌ترین شاخص رطوبت          | ۱۶٫۲                        | ۱۵٫۸                        | ۱۸٫۷                        | ۲۶٫۲                        | ۳۱٫۶                        | ۳۷٫۳                        | ۴۰٫۴                        | ۴۰٫۳                        | ۳۱٫۸                        | ۲۶                          | ۲۰٫۹                        | ۱۷٫۵                        | ۴۰٫۴                        |
| سابقهٔ بیش‌ترین °C (°F)             | ۱۶٫۷ (۶۲)                   | ۱۶٫۳ (۶۱)                   | ۱۹ (۶۶)                     | ۲۶٫۸ (۸۰)                   | ۳۱٫۷ (۸۹)                   | ۳۴٫۴ (۹۴)                   | ۳۵٫۲ (۹۵)                   | ۳۳٫۶ (۹۲)                   | ۳۰٫۶ (۸۷)                   | ۲۲٫۹ (۷۳)                   | ۱۷٫۸ (۶۴)                   | ۱۷٫۴ (۶۳)                   | ۳۵٫۲ (۹۵)                   |
| میانگین بیش‌ترین °C (°F)           | ۶٫۴ (۴۴)                    | ۷٫۴ (۴۵)                    | ۹٫۶ (۴۹)                    | ۱۲٫۹ (۵۵)                   | ۱۶٫۶ (۶۲)                   | ۱۹٫۸ (۶۸)                   | ۲۲٫۸ (۷۳)                   | ۲۲٫۷ (۷۳)                   | ۱۹ (۶۶)                     | ۱۲٫۹ (۵۵)                   | ۸٫۵ (۴۷)                    | ۵٫۹ (۴۳)                    | ۱۳٫۷ (۵۷)                   |
| میانگین روزانه °C (°F)            | ۳٫۹ (۳۹)                    | ۴٫۳ (۴۰)                    | ۶٫۱ (۴۳)                    | ۸٫۸ (۴۸)                    | ۱۲٫۴ (۵۴)                   | ۱۵٫۵ (۶۰)                   | ۱۸ (۶۴)                     | ۱۷٫۹ (۶۴)                   | ۱۴٫۵ (۵۸)                   | ۹٫۵ (۴۹)                    | ۵٫۷ (۴۲)                    | ۳٫۵ (۳۸)                    | ۱۰ (۵۰)                     |
| میانگین کم‌ترین °C (°F)            | ۱٫۴ (۳۵)                    | ۱٫۲ (۳۴)                    | ۲٫۵ (۳۷)                    | ۴٫۶ (۴۰)                    | ۸ (۴۶)                      | ۱۱٫۱ (۵۲)                   | ۱۳٫۳ (۵۶)                   | ۱۳ (۵۵)                     | ۹٫۹ (۵۰)                    | ۶ (۴۳)                      | ۲٫۹ (۳۷)                    | ۰٫۹ (۳۴)                    | ۶٫۲ (۴۳)                    |
| سابقهٔ کم‌ترین °C (°F)              | −۲۱٫۱ (−۶)                  | −۱۶٫۱ (۳)                   | −۱۳٫۹ (۷)                   | −۴٫۴ (۲۴)                   | −۲٫۸ (۲۷)                   | ۰٫۵ (۳۳)                    | ۵ (۴۱)                      | ۳٫۳ (۳۸)                    | −۱٫۷ (۲۹)                   | −۴٫۸ (۲۳)                   | −۱۳٫۳ (۸)                   | −۱۵ (۵)                     | −۲۱٫۱ (−۶)                  |
| سرمایش باد                        | −۱۸٫۶                       | −۲۱٫۶                       | −۱۶٫۱                       | −۵٫۹                        | −۲                          | ۰                           | ۰                           | ۰                           | −۲٫۷                        | −۹٫۸                        | −۲۰٫۳                       | −۲۵                         | −۲۵                         |
| بارندگی میلی‌متر (اینچ)            | ۱۷۱٫۹ (۶٫۷۷)                | ۱۱۴٫۳ (۴٫۵)                 | ۱۰۵٫۷ (۴٫۱۶)                | ۶۴٫۶ (۲٫۵۴)                 | ۴۵٫۶ (۱٫۸)                  | ۴۲٫۸ (۱٫۶۹)                 | ۲۶٫۷ (۱٫۰۵)                 | ۲۹٫۲ (۱٫۱۵)                 | ۴۱٫۸ (۱٫۶۵)                 | ۱۲۲٫۸ (۴٫۸۳)                | ۲۰۰٫۵ (۷٫۸۹)                | ۱۸۷٫۹ (۷٫۴)                 | ۱٬۱۵۳٫۶ (۴۵٫۴۲)             |
| بارندگی میلی‌متر (اینچ)            | ۱۵۹٫۱ (۶٫۲۶)                | ۱۰۷٫۸ (۴٫۲۴)                | ۹۵٫۷ (۳٫۷۷)                 | ۶۴٫۴ (۲٫۵۴)                 | ۴۵٫۶ (۱٫۸)                  | ۴۲٫۸ (۱٫۶۹)                 | ۲۶٫۷ (۱٫۰۵)                 | ۲۹٫۲ (۱٫۱۵)                 | ۴۱٫۸ (۱٫۶۵)                 | ۱۲۲٫۷ (۴٫۸۳)                | ۱۹۱٫۹ (۷٫۵۶)                | ۱۶۸٫۹ (۶٫۶۵)                | ۱٬۰۹۶٫۵ (۴۳٫۱۷)             |
| بارش برف سانتی‌متر (اینچ)          | ۱۱٫۹ (۴٫۷)                  | ۶ (۲٫۴)                     | ۹٫۹ (۳٫۹)                   | ۰٫۲ (۰٫۱)                   | ۰ (۰)                       | ۰ (۰)                       | ۰ (۰)                       | ۰ (۰)                       | ۰ (۰)                       | ۰٫۱ (۰)                     | ۸٫۲ (۳٫۲)                   | ۱۸٫۷ (۷٫۴)                  | ۵۵ (۲۱٫۷)                   |
| میانگین روزهای بارندگی (≥ ۰.۲ mm) | ۱۹٫۹                        | ۱۶٫۱                        | ۱۶٫۹                        | ۱۴٫۳                        | ۱۲٫۸                        | ۱۱                          | ۷٫۹                         | ۷٫۲                         | ۹٫۲                         | ۱۶٫۶                        | ۲۰٫۱                        | ۲۰٫۵                        | ۱۷۲٫۶                       |
| میانگین روزهای بارانی (≥ ۰.۲ mm)  | ۱۹                          | ۱۵٫۳                        | ۱۶٫۴                        | ۱۴٫۳                        | ۱۲٫۸                        | ۱۱                          | ۷٫۹                         | ۷٫۲                         | ۹٫۲                         | ۱۶٫۶                        | ۱۹٫۷                        | ۱۹٫۵                        | ۱۶۸٫۹                       |
| میانگین روزهای برفی (≥ ۰.۲ cm)    | ۲٫۷                         | ۲٫۱                         | ۱٫۸                         | ۰٫۲                         | ۰                           | ۰                           | ۰                           | ۰                           | ۰                           | ۰٫۱                         | ۱٫۲                         | ۳                           | ۱۱٫۱                        |
| درصد رطوبت                        | ۸۳٫۸                        | ۷۶٫۵                        | ۷۰٫۴                        | ۶۳٫۸                        | ۶۱٫۵                        | ۶۰٫۲                        | ۵۷٫۳                        | ۵۷٫۶                        | ۶۲٫۸                        | ۷۵٫۸                        | ۸۱٫۳                        | ۸۳٫۴                        | ۶۹٫۵                        |
| میانگین روزانه ساعت‌های تابش آفتاب | ۵۷٫۸                        | ۸۷٫۶                        | ۱۲۵٫۲                       | ۱۸۲٫۵                       | ۲۳۰٫۷                       | ۲۳۰٫۱                       | ۳۰۰                         | ۲۶۸٫۸                       | ۲۲۶٫۹                       | ۱۱۶٫۳                       | ۵۷٫۶                        | ۴۱٫۴                        | ۱٬۹۲۵٫۸                     |
| درصد احتمال تابش آفتاب            | ۲۱٫۶                        | ۳۰٫۷                        | ۳۴                          | ۴۴٫۳                        | ۴۸٫۵                        | ۴۷٫۴                        | ۶۱٫۱                        | ۶۰٫۱                        | ۵۹٫۸                        | ۳۴٫۷                        | ۲۱                          | ۱۶٫۳                        | ۴۰                          |
| منبع:                             |                             |                             |                             |                             |                             |                             |                             |                             |                             |                             |                             |                             |                             |